# Cena Karla Havlíčka Borovského
Cena Karla Havlíčka Borovského je ocenění za novinářskou a publicistickou práci, konkrétně autorům „mimořádně společensky přínosných textů, ať již investigativního nebo analytického charakteru“. Cenu uděluje od roku 1998 Nadace Českého literárního fondu, od roku 2020 ve spolupráci s Nadací Open Society Fund (Nadace OSF), a to zpětně za předchozí rok. Spolu s hlavní cenou laureát obdrží finanční obnos ve výši 20 000 Kč, který je hrazen nadací.
V letech 2002 až 2004 se ocenění předávala během Podzimního knižního trhu Markéty Hejkalové, v letech 2005 až 2019 byly předávány v rámci samostatného programu v Havlíčkově Brodě v měsíci květnu, spolu s Novinářskou křepelkou. Od roku 2020 je cena předávána na vyhlášení Novinářských cen.

## Ocenění
| Rok  | Laureát             | Platforma                                   | Počin |
| ---- | ------------------- | ------------------------------------------- | --- |
| 1998 | Zdeněk Rotrekl      |                                             | |
| 1999 | Petra Procházková   | agentura Epicentrum                         | |
| 2000 | Daniela Drtinová    | Česká televize                              | Za mimořádně kvalitní zpravodajskou a analytickou žurnalistiku v České televizi. |
| 2001 | Jan Pokorný         | Český rozhlas 1 Radiožurnál, Česká televize | |
| 2002 | Alexander Kramer    | Právo                                       | Za rozhovory s politiky, které od roku 1997 pravidelně publikuje v sobotním Právu. |
| 2003 | Jaroslav Spurný     | Respekt                                     | Za mimořádnou úroveň investigativní žurnalistiky. |
| 2004 | Sabina Slonková     | Hospodářské noviny                          | Za její přínos pro korektně nestrannou investigativní žurnalistiku. |
| 2005 | Vít Kolář           | BBC                                         | Za přínos české redakce BBC, která pod jeho vedením poskytovala profesionální vzor tuzemskému mediálnímu prostředí.                                                                                     |
| 2006 | Jarmila Balážová    | Český rozhlas 6                             | Za novinářskou činnost na podporu lidských práv a za aktivitu při vzdělávání mladých romských aktivistů.                                                                                                |
| 2007 | Luděk Navara        | MF Dnes                                     | Za novinářské odkrývání toho, co nemá být zapomenuto. |
| 2008 | Pavel Reisenauer    | Respekt                                     | Za jedinečnou výtvarnou reflexi společenských událostí. |
| 2009 | Jaroslav Kmenta     | MF Dnes                                     | Za dlouhodobou a důslednou investigativní žurnalistiku. |
| 2010 | Miroslav Mareš      | MF Dnes                                     | Za odvahu a novinářský přístup v kauze Budínka u Dobronína. |
| 2011 | Jana Klímová        | MF Dnes                                     | Za precizní ekonomickou investigativní žurnalistiku a trpělivé rozplétání sítě vztahů v českém byznysu.                                                                                                 |
| 2012 | Tomáš Němeček       | Lidové noviny                               | Za objevné články o právu a s nadhledem psané komentáře. |
| 2013 | Martin Veselovský   | Česká televize, Český rozhlas               | Za úroveň rozhovorů v pořadech Dvacet minut Radiožurnálu a Události, komentáře. |
| 2014 | Alexandr Mitrofanov | Právo                                       | Za trvale vysoký standard komentářů k domácímu politickému dění a za osobitý pohled na události na Ukrajině a v Rusku.                                                                                  |
| 2015 | Martin Dorazín      | Český rozhlas                               | Za objektivitu a výjimečnou formu zpravodajství z válečných konfliktů a krizových oblastí. |
| 2016 | Kateřina Šafaříková | Respekt                                     | Za psaní překračující hranice v Evropě a udržující v napětí tuzemský diplomatický sbor. |
| 2017 | Světlana Witowská   | Česká televize                              | Za vedení rozhovorů s nadhledem, důsledností a elegancí. |
| 2018 | David Klimeš        | Ekonom, Hospodářské noviny                  | Za věcné a trefné komentáře k dění v ekonomice. |
| 2019 | Ondřej Houska       | Hospodářské noviny                          | Za články o Evropské unii a premiérovi Andreji Babišovi. |
| 2020 | Lenka Kabrhelová    | Český rozhlas                               | Za zpravodajský podcast Vinohradská 12. |
| 2021 | Robert Čásenský     | Reportér                                    | Za společensky přínosné texty. |
| 2022 | Václav Černohorský  | Česká televize                              | Za zasvěcené zahraniční zpravodajství v časech mírových i válečných. |
| 2023 | Josef Pazderka      | Český rozhlas Plus                          | Za přínosné a nepředpojaté zpravodajství, za osobní nasazení v reportážích a výraznou schopnost vést ostatní novináře.                                                                                  |
| 2024 | Erik Tabery         | Respekt                                     | Za jeho schopnosti dívat se kolem sebe, naslouchat, přemýšlet a umění formulovat, díky čemuž mohou čtenáři číst texty, které čtenáře nutí přemýšlet, a za osobní nasazení při změně vlastníka Respektu. |